# Efeito de ambiguidade
O efeito de ambiguidade (RO 1971: ambigüidade)  é um viés cognitivo onde a tomada de decisão é afectada pela falta de informação, ou "ambiguidade".  O efeito implica que as pessoas tendem a seleccionar opções em que a probabilidade de um desfecho favorável é conhecido, em vez de seleccionarem opções em que a probabilidade de desfecho favorável é desconhecido. Uma probabilidade  desconhecida pode aumentar o senso de desconforto para além da baixa probabilidade matemática.
O efeito foi descrito pela primeira vez por Daniel Ellsberg em 1961.

## Exemplo matemáticos
Considere dois baldes contendo cada um 100 bolas. O balde A contém 50 bolas brancas e 50 bolas pretas, o balde B contém uma combinação desconhecida de bolas brancas e pretas (considerando que todas as combinações de bolas do balde B são igualmente possíveis). Sabendo que você ganhará $100 se sortear de um balde uma bola branca, qual balde você escolheria?
Apesar da probabilidade de um resultado favorável ser igual, as pessoas têm uma tendência a escolher a opção A, onde a probabilidade de selecionar uma bola premiada é percebida como mais certa. A incerteza do número de bolas faz com que a opção B tenda a ser vista como menos favorável, ignorando o fato de que nesta opção é possível haver muito mais bolas brancas do que pretas. As pessoas tendem a não querer correr o risco oposto de que possa igualmente haver poucas bolas brancas. A ambiguidade da opção B faz com que as pessoas prefiram a opção A, ainda que a probabilidade seja a mesma.
Neste exemplo, a probabilidade de o balde B conter (50 - n) bolas brancas é idêntica à probabilidade de conter (50 + n) bolas brancas. (onde n é qualquer número entre 0 e 50). Se não está claro, pense em termos de números naturais. Por exemplo, a probabilidade de que o balde contenha 49 bolas brancas (e 51 bolas pretas) é idêntica a probabilidade de conter 51 bolas brancas (e 49 bolas pretas). A probabilidade de 48 bolas brancas (e 52 bolas pretas) é a mesma de 52 bolas brancas (e 48 bolas pretas), e assim por diante. Isso significa que as chances de cada combinação cancela sua combinação oposta, deixando a probabilidade idêntica a do balde A, ou seja, de 50 em 100 ou 1 em cada 2.

## Exemplos cotidianos
- Uma pessoa levada pelo Efeito da Ambiguidade pode saber que existe uma chance moderada de ganhar um concurso de canto em seu bairro, pois conhece seus concorrentes. Ainda que haja concursos em outros bairros, por desconhecer os competidores ele prefere apenas entrar na competição local.
- Outro exemplo é a maneira como as pessoas investem seu dinheiro. Um investidor com aversão a risco tende a colocar seu dinheiro em investimentos "seguros" como títulos do governo e poupança em oposição a investimentos voláteis como ações e fundos de investimento. Mesmo que o mercado de ações tenda a prover retornos significativamente maiores no longo prazo os investidores tendem a preferir os investimentos "seguros" em que o retorno é conhecido em detrimento do mercado de ações onde o retorno é desconhecido.
- Alunos escolhendo entre que aulas assistir tenderão a escolher as aulas de um professor avaliado como mediano do que as aulas de um professor novo a respeito de quem nada se sabe.
- No trabalho, o Efeito de Ambiguidade  explica porque as pessoas são relutantes em trocar de emprego ou mudar os procedimentos em suas tarefas habituais. Da mesma forma explica a tendência dos empregadores de contratar pessoas com quem já se trabalhou ainda que não tenham provado ser acima da média.

## Explicações
É humano evitar o conhecimento ambíguo, ou seja, assumir que algo é conhecido quando não o é. Quando apresentadas a uma grande quantidade de variáveis confusas, as pessoas ainda tenderam a reivindicar conhecer o desconhecido. Isso produz dissonância cognitiva que faz com que as pessoas tendam a saciar sua necessidade de certezas.
Outra possível explicação para este efeito é que as pessoas possuem o atalho mental (heurística) de evitar opções onde faltem informações. Isso as faz buscar a informação em falta. Em muitos casos, no entanto, a informação não pode ser obtida. O efeito frequentemente ocorre ao trazermos a atenção de quem faz uma escolha que alguma informação está faltando em uma das opções.